# Rifugio Carducci
Il rifugio Carducci è un rifugio situato in Alta Val Giralba, nelle Dolomiti di Auronzo di Cadore, a 2.297 m s.l.m. e costituisce punto di appoggio per l'alta via n. 5 detta del Tiziano.

## Storia
Il rifugio, costruito nel 1908 dalla Sezione Cadorina del CAI ai piedi della Croda dei Toni, è intitolato al poeta Carducci il quale soggiornò in Cadore e nel 1892 compose l'ode Cadore.

## Accessi
- Da Auronzo di Cadore, località Giralba (950 m), seguendo il sentiero numero 103 (E);
- Dal Rifugio Berti (1950 m) per il sentiero 101 attraverso il Vallon Popera, passo della Sentinella e strada degli Alpini fino a Forcella Giralba, quindi sentiero 103 (EEA);
- Dal rifugio Berti (1950 m) per il sentiero 109 fino alla val Giralba, poi numero 103 (EEA);
- Dal rifugio Zsigmondy-Comici (2224 m) per il sentiero 103, attraverso la Forcella Giralba (2431 m) (T).